# Mamre
Mamre (hebr. ממרא) – według Biblii miejsce pobytu Abrahama oraz Izaaka, koło Hebronu, w pobliżu jaskini Machpela, gdzie zostali pochowani. 
Mamre to miejsce zawarcia przymierza między Bogiem Jahwe i Abrahamem. Za jego czasów w Mamre rósł gaj wielkich drzew – dębów, gdzie patriarcha ten zbudował ołtarz dla Jahwe.
Przed zagładą Sodomy i Gomory pod jednym z takich drzew Abraham ugościł aniołów oraz usłyszał obietnicę Jahwe, że Sara urodzi mu syna (Rdz 13,18; 18,1-19; 35,27; 49,29-33; 50,13). Rośnie tam wiekowy dąb skalny, co do którego istnieje przekonanie, że jest to biblijny „dąb Mamre”, i dlatego tradycyjnie nazywany jest dębem Abrahama.

## Lokalizacja

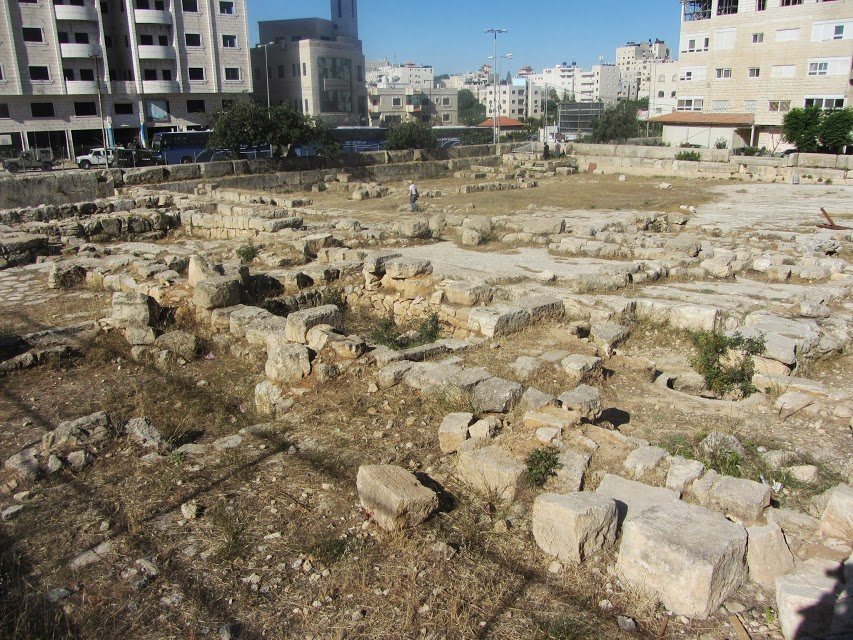
Pozostałości budowli starożytnych na tle zabudowy współczesnej

Miejsce utożsamiane na ogół z Ramat al-Chalil (Halul), położonym ok. 3 km na północ od Hebronu. W czasach patriarchy nie była to osada, lecz teren należący do Amoryty Mamre, którego dwaj bracia (Eszkol i Aner) zawarli z Abrahamem przymierze (Rdz 14,13).
Dęby uważano za święte, pod nimi Abraham zbudował ołtarz Bogu. Wznoszono tam potem różne przybytki sakralne, najczęściej poświęcone staremu drzewu, pod którym Abraham miał rozmawiać z aniołami. Herod Wielki miejsce to otoczył kamiennym murem (46 x 61 m), gdzie pokazywano ołtarz i źródło Abrahama. W trakcie wojny z Rzymianami miejsce to zostało zniszczone, a następnie odbudowane na rozkaz Hadriana w 130 roku. Po upadku powstania Bar Kochby sprzedawano tam Żydów w niewolę. W IV wieku n.e. odwiedziła te strony Eutropia – teściowa Konstantyna Wielkiego, który po stronie wschodniej wzniósł tam trójnawową bazylikę. W 614 kościół został zburzony przez Persów. Później miejsce to czczone było również przez muzułmańskich zdobywców.
Dokładne położenie pierwotnego sanktuarium w istocie nie jest znane. Mur obwodowy odsłonięty na Ramat al-Chalil pochodzi dopiero z czasów rzymskich, budowany za panowania Heroda i Hadriana. Jedynie niewielki fragment terenu (65 x 50 m) został przebadany podczas prac wykopaliskowych prowadzonych przez niemieckiego biblistę i archeologa A.E. Madera w latach 1926-1928.